# 재산피해 순 지진 목록
아래 목록은 지진으로 발생한 재산(공공 및 민간) 피해를 미국 달러 가치 기준으로 나열한 재산피해 순 지진 목록이다. 미화 10억 달러 이상의 재산피해가 발생한 지진만 목록에 나열되어 있다. 아래 순위는 인플레이션을 조정한 재산피해액을 미국 달러와 비교해 계산했다.
목록에서는 간접적 피해와 사회경제적 손실을 제외되었다. 특정 지진의 피해 금액 추정치는 시간이 지나면서 집계가 달라지며 액수가 변동될 수 있다. 그 외 지진으로 발생한 산사태나 지진해일로 인한 피해는 포함한다.

## 목록
| 순위 | 지진                                               | 피해 국가                 | 규모    | 재산 피해       |
| ---- | -------------------------------------------------- | ------------------------- | ------- | --------------- |
| 1    | 2011년 도호쿠 지방 태평양 해역 지진 (동일본대진재) | 일본                      | 9.1     | $3,600억 달러   |
| 2    | 1995년 효고현 남부 지진 (한신·아와지 대진재)       | 일본                      | 6.9     | $2,000억 달러   |
| 3    | 2023년 튀르키예-시리아 지진                        | 튀르키예 및 시리아        | 7.8     | $1,633억 달러   |
| 4    | 2008년 쓰촨 대지진                                 | 중국                      | 8.0     | $1,500억 달러   |
| 5    | 1994년 노스리지 지진                               | 미국                      | 6.7     | $500억 달러     |
| 6    | 2010년 캔터베리 지진                               | 뉴질랜드                  | 7.0     | $400억 달러     |
| 7    | 2004년 니가타현 주에쓰 지진                        | 일본                      | 6.8     | $280억 달러     |
| 8    | 2011년 시킴 지진                                   | 인도, 중국, 네팔, 부탄 등 | 6.9     | $223억 달러     |
| 9    | 1999년 이즈미트 지진                               | 튀르키예                  | 7.6     | $200억 달러     |
| 10   | 2016년 구마모토 지진                               | 일본                      | 7.0     | $200억 달러     |
| 11   | 2009년 라퀼라 지진                                 | 이탈리아                  | 6.3     | $160억 달러     |
| 12   | 2012년 북이탈리아 지진                             | 이탈리아                  | 6.1     | $158억 달러     |
| 13   | 2011년 크라이스트처치 지진                         | 뉴질랜드                  | 6.3     | $150-400억 달러 |
| 14   | 2010년 칠레 지진                                   | 칠레                      | 8.8     | $150-300억 달러 |
| 15   | 2004년 인도양 지진해일                             | 인도네시아                | 9.1-9.3 | $150억 달러     |
| 16   | 1980년 이르피니아 지진                             | 이탈리아                  | 6.9     | $150억 달러     |
| 17   | 2007년 니가타현 주에쓰 해역 지진                   | 일본                      | 6.6     | $125억 달러     |
| 18   | 2020년 자그레브 지진                               | 크로아티아                | 5.3     | $117억 달러     |
| 19   | 1976년 탕산 지진                                   | 중화인민공화국            | 7.6     | $100억 달러     |
| 20   | 1999년 921 대지진                                  | 타이완                    | 7.7     | $100억 달러     |
| 21   | 2015년 4월 네팔 지진                               | 네팔                      | 7.8     | $100억 달러     |
| 22   | 2017년 푸에블라 지진                               | 멕시코                    | 7.1     | $80억 달러      |
| 23   | 2010년 아이티 지진                                 | 아이티                    | 7.0     | $78-85억 달러   |
| 24   | 2021년 후쿠시마현 해역 지진                        | 일본                      | 7.1     | $77억 달러      |
| 25   | 2001년 구자라트 지진                               | 인도                      | 7.7     | $75억 달러      |
| 26   | 2018년 오사카부 북부 지진                          | 일본                      | 5.5     | $70억 달러      |
| 27   | 2013년 야안 지진                                   | 중화인민공화국            | 6.6     | $68억 달러      |
| 28   | 2005년 카슈미르 지진                               | 파키스탄                  | 7.6     | $66억 달러      |
| 29   | 2017년 이란·이라크 지진                            | 이란                      | 7.3     | $62억 달러      |
| 30   | 2014년 루뎬현 지진                                 | 중화인민공화국            | 6.1     | $60억 달러      |
| 31   | 1989년 로마프리타 지진                             | 미국                      | 6.9     | $56-60억 달러   |
| 32   | 2019년 리지크레스트 지진                           | 미국                      | 7.1     | $53억 달러      |
| 33   | 2003년 부메르데스 지진                             | 알제리                    | 6.8     | $50억 달러      |
| 34   | 2016년 8월 이탈리아 중부 지진                      | 이탈리아                  | 6.2     | $50억 달러      |
| 35   | 2020년 페트리냐 지진                               | 크로아티아                | 6.4     | $50억 달러      |
| 36   | 1985년 멕시코시티 지진                             | 멕시코                    | 8.0     | $50억 달러      |
| 37   | 2017년 치아파스 지진                               | 멕시코                    | 8.2     | $40억 달러      |
| 38   | 2022년 후쿠시마현 해역 지진                        | 일본                      | 7.3     | $40억 달러      |
| 39   | 2016년 에콰도르 지진                               | 에콰도르                  | 7.8     | $33억 달러      |
| 40   | 2006년 5월 자와섬 지진                             | 인도네시아                | 6.4     | $31억 달러      |
| 41   | 2011년 6월 크라이스트처치 지진                     | 뉴질랜드                  | 6.0     | $30억 달러      |
| 42   | 2009년 수마트라 지진                               | 인도네시아                | 7.6     | $22억 달러      |
| 43   | 1977년 브란체아 지진                               | 루마니아                  | 7.5     | $21억 달러      |
| 44   | 2001년 니스퀄리 지진                               | 미국                      | 6.8     | $20억 달러      |
| 45   | 2018년 홋카이도 이부리 동부 지진                   | 일본                      | 6.6     | $20억 달러      |
| 46   | 2011년 반 지진                                     | 튀르키예                  | 7.1     | $15억 달러      |
| 47   | 2018년 술라웨시 지진                               | 인도네시아                | 7.5     | $15억 달러      |
| 48   | 2021년 아이티 지진                                 | 아이티                    | 7.2     | $15억 달러      |
| 49   | 2019년 이빈 지진                                   | 중화인민공화국            | 5.8     | $13억 달러      |
| 50   | 2010년 바하칼리포르니아 지진                       | 멕시코                    | 7.2     | $11억 달러      |
| 51   | 2012년 이량 지진                                   | 중화인민공화국            | 5.5     | $10억 달러      |
| 52   | 2010년 가오슝 지진                                 | 타이완                    | 6.3     | $10억 달러      |
| 53   | 2019년 알바니아 지진                               | 알바니아                  | 6.4     | $10억 달러      |

## 같이 보기
- 지진 목록
- 재산피해 순 자연재해 목록
- 재산피해 순 사고 목록